# Шаори
Шаори — река в России, протекает по Муезерскому району Карелии. Впадает в озеро Войдома — исток реки Войдомы. Длина реки составляет 13 км.
Пересекает линию железной дороги Брусничная — Лендеры в 1,7 км юго-восточнее разъезда 197 км. Ближайший населённый пункт — Мотко — находится в 8 км юго-восточнее реки.

## Данные водного реестра
По данным государственного водного реестра России относится к Балтийскому бассейновому округу, водохозяйственный участок реки — Реки Карелии бассейна Балтийского моря на границе РФ с Финляндией, включая оз. Лексозеро. Относится к речному бассейну реки Реки Карелии бассейна Балтийского моря.
Код объекта в государственном водном реестре — 01050000112102000010259.